# آیوانهو، نیوساوت ولز
آیوانهو (به انگلیسی: Ivanhoe) یک شهرک در استرالیا است که در نیو ساوت ولز  واقع شده‌است.